# Frane Bulić

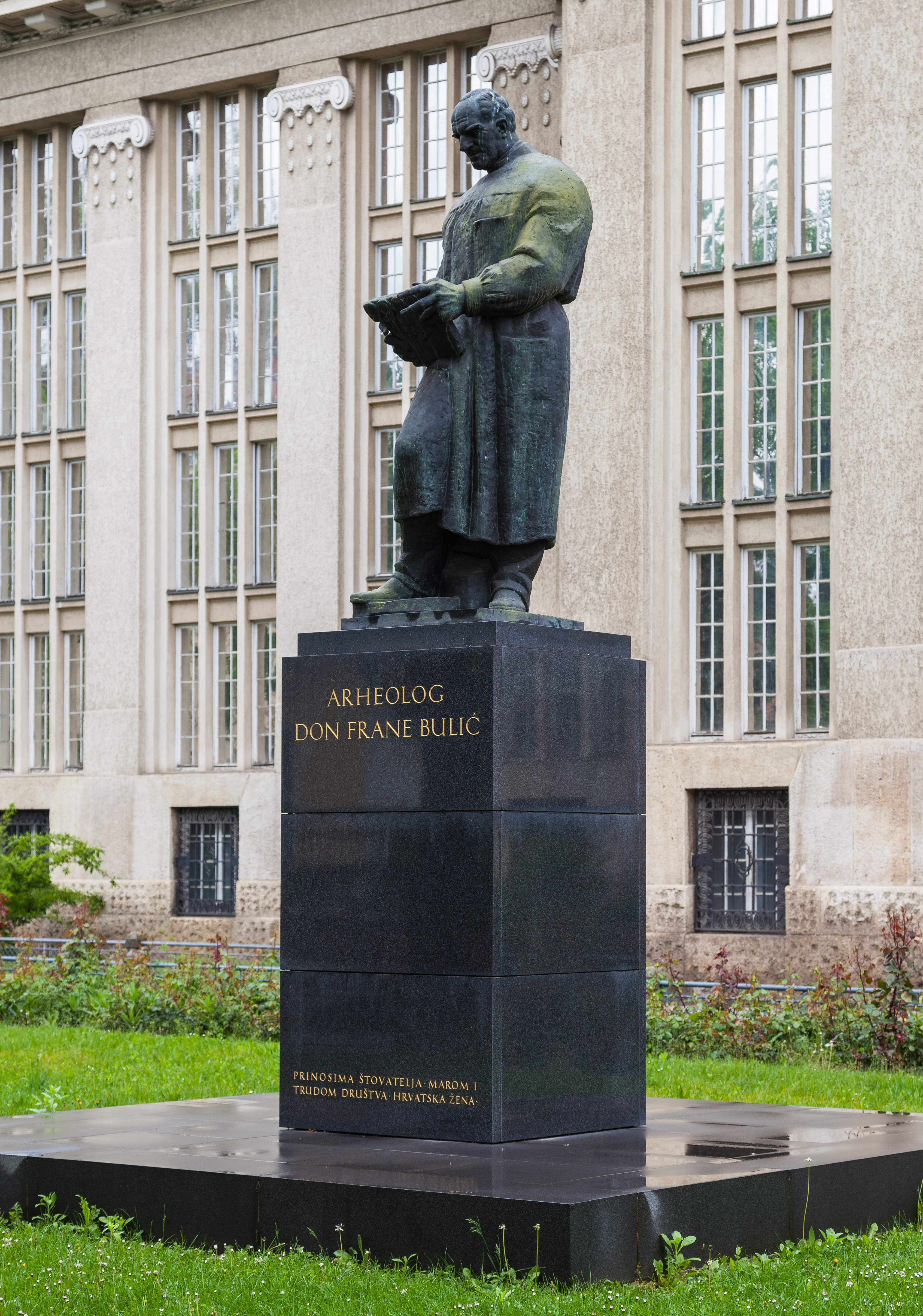
Statuia lui Frane Bulić în fața Arhivelor Statului din Zagreb

Frane Bulić (n. 4 octombrie 1846, Vranjic⁠(d), Cantonul Split-Dalmația, Croația – d. 29 iulie 1934, Zagreb, Regatul Iugoslaviei) a fost un preot, arheolog și istoric croat.

## Biografie
Bulić s-a născut la Vranjic, în apropiere de Split, și a studiat teologia la Zadar și apoi filologia și arheologia clasică la Universitatea din Viena. A devenit curatorul Muzeului Arheologic din Split, unde a avut misiunea de a conserva antichitățile culturale și istorice din toată Dalmația.
El a fost activ și politic. Bulić a fost ales reprezentant al județului Split în Parlamentul din Dalmația și reprezentant al Dalmației în Consiliul Imperial de la Viena. S-a retras din politică în perioada Regatului Iugoslaviei, după dictatura din 6 ianuarie proclamată de Aleksandar Karađorđević (Alexandru I) în 1929.
Descoperirile sale arheologice au adus contribuții importante în înțelegerea istoriei creștinismului timpuriu și a istoriei Croației din Dalmația. Bulić a condus expediții arheologice în mai multe locuri, cele mai multe în Solin. El a descoperit o bazilică în mănăstirea locală, unde se aflau mormintele martirilor Domnius și Venantius din vremea împăratului roman Dioclețian.
În 1888 a publicat la Zagreb volumul Monumente croate în zona Knin (titlul complet în limba croată: Hrvatski spomenici u kninskoj okolici, uz ostale suvremene dalmatinske, iz dobe narodne hrvatske dinastije).
În 1891 a descoperit o bucată de piatră care conținea o inscripție a primului conducător croat, cneazul Trpimir. În 1898 a găsit sarcofagul reginei Jelena (Elena), care datează din 976. Împreună cu echipa sa, a reușit să refacă scrisul de pe piesa deteriorată pentru a-și da seama care este inscripția completă. Istoricii consideră că acesta este unul dintre cele mai importante documente din istoria croată în Evul Mediu, deoarece a furnizat informații despre genealogia regilor croați. Au fost descoperite trei nume regale (Jelena, Mihajlo Kresimir și Stjepan Držislav), rezolvând astfel unele locuri incomplete din genealogia dinastiei croate Trpimirovic.
Tot lângă Solin, Bulić a descoperit bazele Bisericii Sfânta Maria și ale Bisericii Sfântul Ștefan, în care au fost înmormântați membrii caselor conducătoare croate, printre care regele Mihajlo Krešimir al II-lea și soția sa, Jelena din Zadar, care a fost o binefăcătoare a bisericilor.
În 1894 Bulić a fondat organizația Bihać pentru păstrarea istoriei, începând cu epoca conducătorilor naționali croați. Reputația sa a ajutat Split și Solin să găzduiască primul Congres Internațional de Arheologie Creștină din 1894. A fost, de asemenea, membru al multor organizații arheologice locale și internaționale. Bulić a publicat numeroase articole și cărți, dintre care cele mai notabile sunt: Hrvatski spomenici u kninskoj okolici uz ostale suvremene dalmatinske iz doba narodne hrvatske dinastije (Monumente croate din zona Knin și Dalmația din epoca dinastiilor naționale croate), Palača cara Dioklecijana u Splitu (Palatul împăratului Dioclețian din Split), Stopama hrvatskih narodnih vladara (Pașii conducătorilor naționali croați).
Într-o lucrare din 1920 a contribuit la localizarea orașului dispărut Stridon.
Bulić a murit în 1934 la Zagreb. La înmormântarea sa au participat episcopii Kvirin Klement Bonefačić și Aloysius Stepinac.

## Onoruri
Bulić a fost onorat cu Cameriere di Spada un e Cappa și i s-au acordat mai multe decorații, inclusiv Ordinul Regal Saxon Albrecht clasa a II-a la 23 martie 1908.

## Scrieri
- Stridon (Grahovopolje u Bosni) rodno mjesto Svetoga Jeronima, Sarajevo, 1920;
- Kaiser Diokletians-Palast in Split, Zagreb, 1929;
- Die Donatus-Kirche in Zadar, Freiburg, 1969 (ediție postumă, îngrijită de Alois Hauser și Albert Anton Lehr).